# Billy Kuckuck – Aber bitte mit Sahne!
Aber bitte mit Sahne! ist die dritte Folge der deutschen Filmreihe Billy Kuckuck. Die Dramödie wurde am 2. Oktober 2020 zum ersten Mal im Ersten ausgestrahlt.

## Handlung
Billy Kuckuck ist eine Mainzer Gerichtsvollzieherin. Im Rahmen einer Zwangsvollstreckung nimmt sie sich vor, diesmal ihren Job neutral und sachlich zu bearbeiten. Jedoch kommen ihr bald Zweifel, ob der Bäckermeister Karl Löwe wirklich einen E-Scooter über das Internet bestellt und nicht bezahlt haben soll. Immer stärker werden ihre Zweifel, als sie erfährt, dass immer mehr Produkte auf seinen Namen bestellt werden, und der Bäckermeister in einen unübersichtlichen Schuldenstrudel gerät. Alsbald steht für sie der Verdacht des Identitätsdiebstahls im Raum, der sich aber nicht so ohne weiteres erhärten lässt.
Als Billy Kuckuck dahinterkommt, dass hinter all der Internet-Schummelei das Wohl eines Kindes steht, beginnt sie, auf eigene Faust zu ermitteln. Sie erkennt, dass eine gleichnamige Person Karl Löwe existiert, auf dessen Namen die Produkte bestellt wurden, und der Bäckermeister komplett unschuldig ist. Dies jedoch vor Gericht glaubhaft darzulegen, gelingt ihr erst, als von der jüngeren Ehefrau des Namensvetters alle Schulden in bar beglichen werden. Dennoch steht der Verdacht des Identitätsdiebstahls weiterhin im Raum, der die Mutter des Kindes ins Gefängnis bringen wird. Dieser Sachverhalt wird ausgeräumt, als der Bäckermeister Karl Löwe, dessen Name bei den Bestellungen missbraucht wurde, selbst vor Gericht erscheint und alle Schuld auf sich nimmt. Die Beschuldigte wird freigesprochen.

## Kritik
„Entscheidender für die Qualität einer Reihe wie ‚Billy Kuckuck‘ sind eine gewisse Selbstironie und das komödiantische Spiel. Und das kann sich in dieser Szene sehen lassen!“

„Sahnige Unterhaltung, nicht zu süßlich – Der dritte Einsatz für Aglia [sic!] Szyszkowitz als Rechnungspolitesse mit Herz.“

„Aufgewärmtes schmeckt oft besser, wusste schon die Oma, man darf es nur nicht anbrennen lassen. Im Falle der ‚Billy Kuckuck‘-Reihe im Ersten – alle Jahre wieder und nun schon zum dritten Mal – schmeckt es selten verbrannt. Nur manchmal wird übertrieben und mächtig auf die sentimentale Klischee-Tube gedrückt.“

## Belege
1. 1 2  Billy Kuckuck – Aber bitte mit Sahne! - Kritik zum Film. In: tittelbach.tv. Abgerufen am 3. Oktober 2020.
2. ↑  Billy Kuckuck – Aber bitte mit Sahne! In: TV Spielfilm. Abgerufen am 1. Februar 2022.
3. ↑  Wilfried Geldner: „Billy Kuckuck – Aber bitte mit Sahne!“: lächelnde Gerichtsvollzieherin mit Herz. In: prisma. Abgerufen am 1. Februar 2022.